# Desmopachria hylobates
Desmopachria hylobates är en skalbaggsart som beskrevs av Young 1993. Desmopachria hylobates ingår i släktet Desmopachria och familjen dykare. Inga underarter finns listade i Catalogue of Life.